# Tony Hawk's Underground 2
Tony Hawk's Underground 2 è un videogioco di skateboard, seguito di Tony Hawk's Underground pubblicato su PlayStation 2, Xbox, GameCube, Game Boy Advance, Microsoft Windows e PlayStation Portable sotto il nome di Tony Hawk's Underground 2: Remix.

## Trama
Il gioco narra di una sfida lanciata da Bam Margera a Tony Hawk per seminare il caos in tutto il mondo e guadagnare così dei punti per vincere. I due rapiscono così i migliori skater al mondo tra cui noi e formano le squadre e noi apparterremo a quella di Tony assieme a Rodney Mullen, Chad Muska, Bob Bornquist e Mike Valley. La prima tappa è Boston dove il nostro eroe farà la conoscenza di benjamin Franklin e di Jessie James ovvero un meccanico con un tagliaerba modificato come mezzo. Terminata la prima tappa il team di Tony ha 50 punti di vantaggio ma Paulie dell'altra squadra riesce a far guadagnare 100 punti e quindi Bam passa in vantaggio. Viene girata la Wheel of Misfortune ovvero una ruota dove si sputa sopra e ciò che è colpito è da eseguire. Bam sputa sul cartello manda a casa un avversario e dopo aver radunato il team di Tony in cerchio usa un lanciapalle da tennis che colpisce Bob Bornquist che viene eliminato.
La seconda tappa è Barcellona dove il team di Tony libera un toro seminando il caos e salva un torero e fa la conoscenza di Steve-O (Jackass) un personaggio con un toro meccanico come mezzo. Terminato il giorno a Barcellona prima di partire Sparrow dell'altra squadra sputa sulla ruota e si stabilisce un cambio di personaggi per un turno. Noi andremo nella squadra di Bam e Sparrow nella nostra. Successivamente si recano a Berlino dove avremo la possibilità di conoscere gli altri membri ovvero Phil Margera (padre di Bam), Paulie ed Eric Koston assieme a un Graffiti Tagger che incontreremo sul posto. Terminata la sfida a Berlino le due squadre si riprendono i rispettivi partecipanti e fanno conoscenza di Nigel Beaverhausen che vuole scritturarli per un film. Finisce con l'essere appeso con lo scotch sul suo furgone.
La prossima tappa è l'Australia ma prima i due team fanno uno scalo a Bangkok. In Australia dopo aver scoperto che Nigel li ha filmati di nascosto, Sparrow gli ruba i vestiti e noi travestiti semineremo il caos disturbando gli operai e togliendo i bikini alle donne in modo da far irritare il popolo nei confronti di Nigel. Prima di partire alla volta di New Orleans Sparrow viene cacciato dalla squadra e schiacciato dal peso di Beaverhausen. A New Orleans al Mardì Grass il team di Tony riesce a evocare un Voodoo Doctor che trasforma le persone in zombie e si aggira con un triciclo a propulsori. Riusciranno a portare tutto alla normalità e a sbloccare Jester il pagliaccio. Terminati i vari obbiettivi mentre i due team si riposano in un bar Beaverhausen fa loro un'offerta in denaro per essere ripresi e Phil afferma che è meglio accettare mostrando la carta dei debiti dovuti al caos provocato. Accettano e prima di partire Bam fa sputare un ubriaco sulla ruota e va a colpire l'Equalizer ovvero una sfida sui tetti di New Orleans.
Valley, Muska e Mullen rubano un elicottero mentre noi dobbiamo lanciarci da esso eseguire diversi Acid Drop e Spin Transfer per poi riagganciarci a esso. Terminata la sfida Muska perde il controllo dell'elicottero e i tre vengono arrestati. Rimarremo solo noi e Tony. L'ultima tappa del World Destruction Tour è Skatopia dove reincontreremo Jessie James che con una motosega costruisce uno skateboard a propulsori che verrà rubato da Bigfoot e dove conosceremo Ryan il più giovane Pro Skater. Terminati gli obbiettivi grazie ai soldi di Beaverhausen vengono acquistati una moltitudine di esplosivi da attivare. Quando attivati Tony riesce a portare in salvo tutti i cani e noi raggiungeremo l'ingresso di Skatopia ormai in fiamme in una sola combo vincendo il tour e rovinando il divertimento a Bam che si proclamava vincitore. Infine arriva Beaverhausen che richiede il video del tour. Bam glielo consegna e quando tutto felice Nigel lo mette in diretta, scopre che è solo un video di Phil Margera in bagno che non ha più carta igienica. Il gioco si conclude con Bam che con il sottofondo musicale di Break on Through to the Otherside dei Doors tira giù i pantaloni a Beaverhausen.

## Modalità di gioco
Il gioco è suddiviso in Modalità Storia e in Modalità Classica. Nella modalità storia affronteremo il World Destruction Tour completando i nostri obbiettivi, quelli del nostro compagno Pro Skater da noi selezionabile, quello del Guest ovvero dello Skater segreto e quelli del Secret ovvero dei personaggi segreti che hanno mezzi inediti. La modalità classica rispecchia la modalità carriera dei primi tre Tony Hawk e sarà completabile a due difficoltà diverse. Le difficoltà per la Story Mode sono tre Easy, Normal e Sick e più aumenteremo di difficoltà più punti dovremo fare per cambiare il livello e naturalmente l'equilibrio sarà più difficile da mantenere e i punteggi sempre più alti da battere. Sono presenti due modalità multiplayer sia per la versione Windows che per quella per Playstation. La prima consiste nel condividere il gioco con un altro giocatore mentre la seconda in una modalità via internet mediante un server LAN.

## Personaggi utilizzabili
- Bam Margera
- Bigfoot
- Boat Captain
- Bob Burnquist
- Brandon Dicamillo
- Bull Fighter
- Jesus Soldier
- Chad Muska
- Chris Pontius
- Chris Raab
- Eric Koston
- Eric Sparrow
- Graffiti Tagger
- Jesse James
- Jester
- Johnny Knoxville
- Mike Vallely
- Natas Kaupas
- Nigel Beaverhausen
- Paulie "Wheels of Fury" Ryan
- Phil Margera
- Alessio Sirigu
- Rodney Mullen
- Ryan Dunn
- Ryan Sheckler
- Shrek
- Shrimp Vendor
- Steve-O
- The Hand
- Tony Hawk
- THPS 1 Tony Hawk
- Jason "Wee-Man" Acuña
- Voodoo Doctor
- Pedestrian Groups A-H

## Livelli story mode
1. Training
2. Boston
3. Barcellona
4. Berlino
5. Australia
6. New Orleans
7. Skatopia
8. Pro Skater (hidden level)

NB: Il livello di allenamento è Warehouse: Woodland Hills da Tony Hawk's Pro Skater.

## Livelli classic mod
1. Barcellona
2. Berlino
3. Skatopia
4. Australia
5. School (da Tony Hawk Pro Skater 1)
6. Airport (da Tony Hawk Pro Skater 3)
7. Downhill Jam (da Tony Hawk Pro Skater 1)
8. Canada (da Tony Hawk Pro Skater 3)
9. Boston
10. Filadelfia (da Tony hawk Pro Skater 2)
11. New Orleans
12. Los Angeles (da Tony Hawk Pro Skater 3)

## Colonna sonora
| - 25 Ta Life – "Over the Years" - 3 Inches of Blood – "Deadly Sinners" (Alternate Version) - Aesop Rock – "No Jumper Cables" (DJ Pawl remix) - Atmosphere – "Trying to Find a Balance" - Audio Two – "Top Billin' " - Brand Nubian – "Punks Jump Up to Get Beat Down" - Camaros – "Cheesecake" - The Casualties – "Unknown Soldier" - Cut Chemist – "Drums of Fire" - The D.O.C. – "Whirlwind Pyramid" - Das Oath – "Awesome Rape" - Dead Boys – "Sonic Reducer" - Dead End Road – "Sin City" - The Distillers – "Beat Your Heart Out" - Disturbed – "Liberate" - Diverse – "Certified" - The Doors – "Break on Through (To the Other Side)" - The Explosion – "Here I Am" - Faith No More – "Midlife Crisis" - Fear – "I Love Livin' in the City" - Frank Sinatra – "That's Life" - The Germs – "Lexicon Devil" - Grand Puba – "I Like It" - Handsome Boy Modeling School – "Holy Calamity" - The hiss – "Back on the Radio" - Jimmy Eat World – "Pain" - Johnny Cash – "Ring of Fire" | - Joy Division – "Warsaw" - Lamb of God – "Black Label" - Less Than Jake – "That's Why They Call It a Union" - Libretto – "Volume" - The Living End – "End of the World" - Living Legends ft. Atmosphere's MC Slug – "Night Prowler" - Melbeatz ft. Kool Savas – "Grind On" - Melvins – "Sweet Willy Rollbar" - Metallica – "Whiplash" - Mike V & the Rats – "Never Give Up" - Ministry – "No" - Nebula – "So It Goes" - Operatic – "Interested in Madness" - Pete Rock & CL Smooth – "Soul Brother #1" - Ramones – "Rock 'n' Roll High School" - Rancid – "Fall Back Down" - Red Hot Chili Peppers – "The Power of Equality" - Steel Pulse – "Born Fe Rebel" - The Stooges – "1970" - The Sugarhill Gang – "Rapper's Delight" - The Suicide Machines – "High Anxiety" - Ultramagnetic MC's – "Ego Trippin' " - Violent Femmes – "Add It Up" - Ween – "It's Gonna Be a Long Night" - X – "Los Angeles" - Zeke – "Long Train Runnin' " |

## Tony Hawk's Underground 2: Remix
Porting di Tony Hawk's Underground 2 per PSP. Questa versione è pressoché invariata rispetto alla controparte per PS2, con qualche modifica: vengono aggiunte 4 aree extra (Santa Cruz, Atlanta, Kyoto e Las Vegas), nuovi personaggi e nuovi filmati. Ovviamente questa versione presenta una grafica inferiore a causa dei limiti hardware della console portatile.